# Alice Bowman
Alice Bowman (1960) es la directora de operaciones de la misión New Horizons a Plutón. Es la primera mujer en ocupar ese cargo en el Laboratorio de Física Aplicada, puesto que asumió en 2002 específicamente para la duración del viaje espacial de tres mil millones de millas.

## Biografía
Bowman creció en Richmond, Virginia. Desde muy pequeña se sintió fascinada por el programa Gemini y en 1969 presenció el alunizajes del Apolo 11. Bowman se licenció en física y química por la Universidad de Virginia.

### Carrera
Primero trabajó en la industria de defensa analizando detectores de infrarrojos y desarrollando fármacos contra el cáncer. Ingresó como ingeniera en el Laboratorio de Física Aplicada, que forma parte de la Universidad Johns Hopkins, con la intención de trabajar en el seguimiento de misiles balísticos.
Miembro del personal profesional principal de laboratorio (APL, por sus siglas en inglés), es supervisora del Grupo de Operaciones de la Misión Espacial de la misma universidad y Directora de Operaciones de Misión (MOM) del Centro de Operaciones de Misión en el proyecto New Horizons. Se ha dicho que este título es el que el personal masculino denomina tradicionalmente "director de operaciones"; pero ella, como "física, comandante espacial y madre de familia, adopta el término más amplio" de MOM. Bowman lidera un equipo de aproximadamente 40 personas y evalúa personalmente cada información que el centro envía a la tripulación espacial antes de despacharla. Diez días antes del eventual día del encuentro con Plutón, eso supuso más de 20.000 comandos. Ha comparado los niveles de precisión necesarios para lograr un hoyo en uno en el golf.
Bowman es miembro asociada del Instituto Estadounidense de Aeronáutica y Astronáutica y del Comité Internacional de Operaciones Espaciales.

### Vida personal
Está casada, tiene un hijo y, en su tiempo libre, toca el clarinete y el bajo, con especial interés por la música bluegrass.

## Premios y honores
El asteroide 146040 Alicebowman, descubierto por Marc Buie en el Observatorio Nacional de Kitt Peak en 2000, fue bautizado con su nombre. La mención oficial se publicó en el Centro de Planetas Menores el 11 de julio de 2018 (M.P.C. 110636).